# Herbert Nebe
Ne doit pas être confondu avec Artur Nebe.
Herbert Nebe (né le 11 mai 1899 à Leipzig et mort le 13 octobre 1985 à Gotha) est un coureur cycliste allemand, professionnel de 1925 à 1930.

## Biographie
Au championnat du monde sur route de 1928, Herbert Nebe prend la deuxième place. Il passe la ligne d'arrivée à Budapest avec près de vingt minutes de retard sur le vainqueur Georges Ronsse, avec Bruno Wolke, troisième, également allemand. Sur seize partants, seuls huit coureurs parviennent au terme de cette course disputée sous la canicule dans la puszta hongroise.
Sur ce championnat, Nebe a dit plus tard avoir été menacé par Fritz von Opel s'il continuait de courir, car il n'était par sur ce qu'il considérait comme le bon matériel, mais sur un Diamant. Le futur champion du monde Georges Ronsse utilisait quant à lui le « bon matériel », un vélo Opel et un moyeu à roue libre Torpedo. À cela s'ajoute un soupçon sur Ronsse, ainsi que son compatriote Jules Van Hevel, qui se seraient accrochés au véhicule de la société Opel pendant la course. À cause de cette controverse, le contrat de Nebe avec Diamant n'est pas prolongé au début de l'année 1929. Il reçoit plus tard une indemnité, à l'issue d'un procès.
Outre sa deuxième place au championnat du monde, Herbert Nebe est en 1928 vainqueur de Berlin-Cottbus-Berlin, et deuxième du championnat d'Allemagne.
Il participe au Tour de France 1930, qu'il abandonne lors de la 19e étape.

## Palmarès et résultats

### Palmarès par année
- 1923
  - Champion d'Allemagne du contre-la-montre par équipes amateurs
- 1925
  - Champion d'Allemagne de la montagne
  - 3e de Berlin-Cottbus-Berlin
- 1927
  - 10e du championnat du monde sur route
- 1928
  - Berlin-Cottbus-Berlin
  - Bayerische Rundfahrt
  - 2e du championnat d'Allemagne sur route
  -  Médaillé d'argent du championnat du monde sur route
  - 3e du Rund um die Hainleite

### Résultats sur les grands tours

#### Tour de France
1 participation
- 1930 : abandon (19e étape)